# Swiss Table Tennis
La Swiss Table Tennis è la federazione pongistica della Svizzera. Fondata nel 1931, è l'organizzazione che riunisce le associazioni di tennistavolo svizzere. L'associazione riunisce circa 300 club per un totale di 19.000 membri di cui 6.500 tesserati attivi.

## Storia
È stata fondata il 12 ottobre 1931 a Montreux come associazione sportiva nazionale per il ping pong.
Nel 1932 il territorio - composto da 70 circoli - fu suddiviso in 5 federazioni regionali: Vaud, Neuchâtel, Ginevra, Berna e Zurigo.
Nel 1933 la STTV divenne membro dell'associazione mondiale ITTF.  Il primo numero del primo organo ufficiale dell'associazione fu pubblicato da G. Golta il 10 settembre 1955.
Nel 1955 fu istituita la lega nazionale maschile, composta da sette squadre. 
Nel 1982, l'Assemblea dei Delegati ha approvato nuovi statuti.
Alla riunione dei delegati del 4 marzo 2006, la STTV è stata ribattezzata Swiss Table Tennis (STT).